# Lixinae
Lixinae Schönherr, 1823 è una sottofamiglia di coleotteri della famiglia Curculionidae.

## Tassonomia
Comprende un centinaio di generi raggruppati in tre tribù:

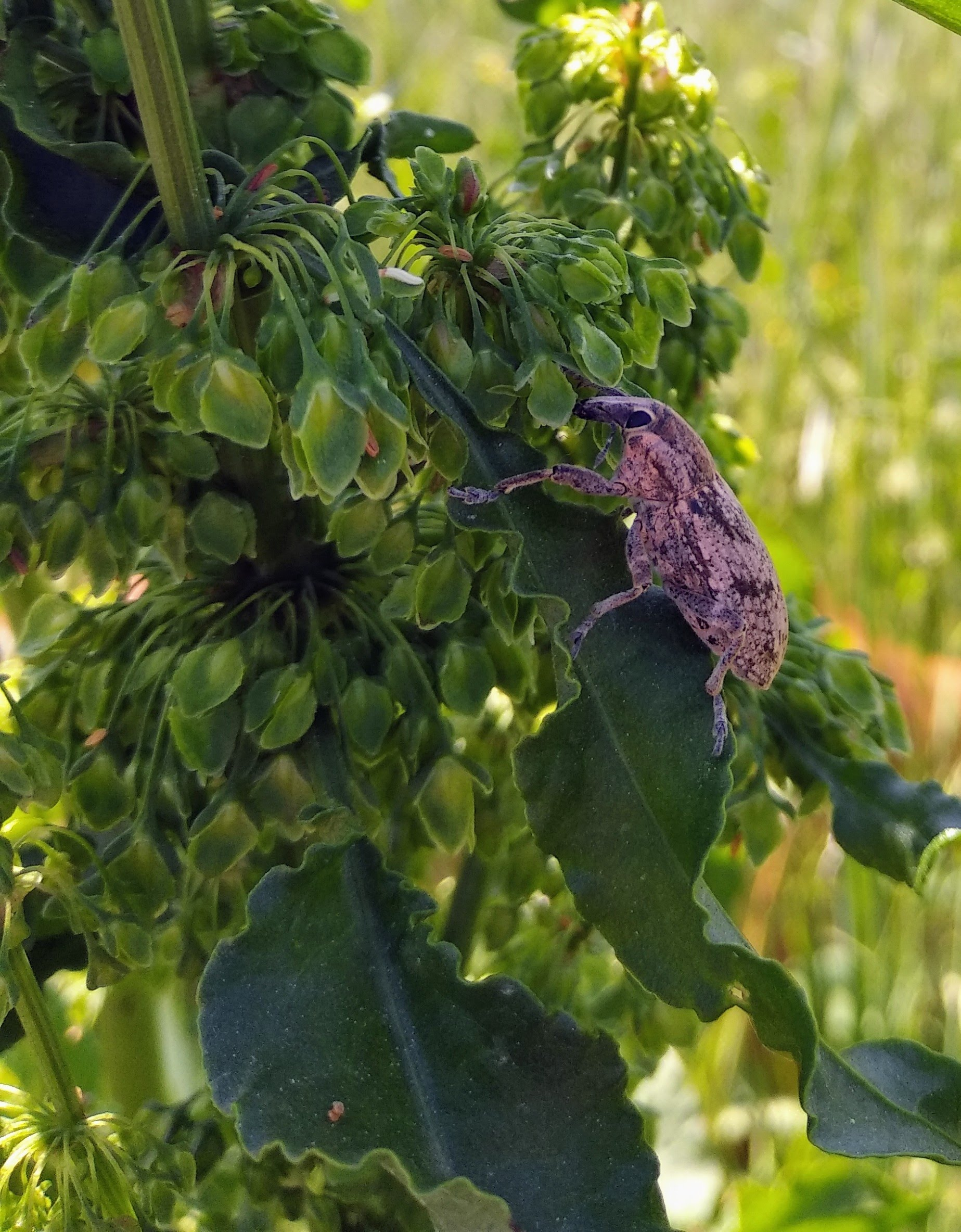
Temnorhinus mendicus

tribù Cleonini Schönherr, 1826
- Adosomus Faust, 1904
- Afghanocleonus Ter-Minasian, 1976
- Ammocleonus Bedel, 1907
- Aparotopus Faust, 1904
- Aplesilus Reitter, 1913
- Apleurus Chevrolat, 1873
- Asinocleonus Faust, 1904
- Asproparthenis Gozis, 1886
- Atactogaster Atadogaster
- Bodemeyeria Reitter, 1913
- Bothynoderes Schönherr, 1823
- Brachycleonus Faust, 1904
- Calodemas Faust, 1904
- Centrocleonus Chevrolat, 1873
- Chromonotus Motschulsky, 1860
- Chromosomus Motschulsky, 1860
- Cleonis Dejean, 1821
- Cleonogonus Solari, 1950
- Cleonolithus Bassi, 1841
- Cnemodontus Chevrolat, 1873
- Coniocleonus Motschulsky, 1860
- Conorhynchus Motschulsky, 1860
- Cosmogaster Faust, 1904
- Curculionites Heer, 1847
- Cyphocleonus Motschulsky, 1860
- Dirodes Pascoe, 1887
- Entymetopus Motschulsky, 1860
- Eocleonus Scudder, 1893
- Epexochus Reitter, 1913
- Ephimeronotus Faust, 1904
- Epirrhynchus Schönherr, 1823
- Eumecops Hochhuth, 1851
- Eurycleonus Bedel, 1907
- Georginus Jakobson, 1913
- Gonocleonus Marseul, 1866
- Hemeurysternus Voss, 1960
- Heterocleonus Normand, 1953
- Isomerops Reitter, 19l3
- Koenigius Heyden, 1900
- Leucochromus Motschulsky, 1860
- Leucomigus Motschulsky, 1860
- Leucophyes Marshall, 1946
- Liocleonus Motschulsky, 1860
- Lixocleonus Marshall, 1923
- Lixomorphus Faust, 1904
- Lixopachys Reitter, 1916
- Mecaspis Schönherr, 1823
- Menecleonus Faust, 1904
- Mesocleonus Faust, 1904
- Microcleonus Faust, 1904
- Mongolocleonus Ter-Minasian, 1974
- Monolophus Faust, 1904
- Neocleonus Chevrolat, 1873
- Nomimonyx Faust, 1904
- Pachycerus Schönherr, 1823
- Paraleucochromus Obst, 1908
- Pentatropis Faust, 1904
- Phaulosomus Faust, 1904
- Pleurocleonus Motschulsky, 1860
- Pliocleonus Gersdorf, 1976
- Porocleonus Motschulsky, 1860
- Priorhinus Chevrolat, 1873
- Pseudisomerus Ter-Minasian, 1988
- Pseudocleonus Chevrolat, 1873
- Pycnodactylopsis Voss, 1963
- Resmecaspis Hoffmann, 1959
- Rhabdorrhynchus Motschulsky, 1860
- Rungsonymus Hoffmann, 1950
- Scaphomorphus Motschulsky, 1860
- Stephanocleonus Motschulsky, 1860
- Surchania Lebedev, 1931
- Temnorhinus Chevrolat, 1873Temnorhinus mendicus
- Terminasiania Alonso-Zarazaga & Lyal, 1999
- Tetragonothorax Chevrolat, 1873
- Trachydemus Chevrolat, 1873
- Trichocleonus Motschulsky, 1860
- Trichotocleonus Voss, 1959
- Whiteheadia AFaust, 1904
- Xanthochelus Chevrolat, 1873
- Xenomacrus Faust, 1904
- Zaslavskia Faust, 1904

tribù Lixini Schönherr, 1823
- Broconius Desbrochers, 1904
- Eugeniodecus Amoldi, 1955
- Eustenopus Petri, 1907
- Gasteroclisus Desbrochers, 1904
- Hololixus Voss, 1932
- Hypolixus Desbrochers, 1898
- Ileomus Schönherr, 1823
- Lachnaeus Schönherr, 1826
- Larinus Dejean, 1821
- Lixus Fabricius, 1801
- Microlarinus Hochhuth, 1847
- Microlixus Hustache, 1937
- Mycotrichus Fairmaire, 1896

tribù Rhinocyllini Lacordaire, 1863
- Bangasternus Gozis, 1882
- Rhinocyllus Germar, 1817